# Elatomorpha obscura
Elatomorpha obscura är en stekelart som beskrevs av Boucek 1972. Elatomorpha obscura ingår i släktet Elatomorpha och familjen gropglanssteklar.
Artens utbredningsområde är Marocko. Inga underarter finns listade i Catalogue of Life.